# Qāpāq
Qāpāq (persiska: قاپاق) är en ort i Iran.   Den ligger i provinsen Nordkhorasan, i den nordöstra delen av landet, 500 km öster om huvudstaden Teheran. Qāpāq ligger 1 464 meter över havet och antalet invånare är 168.
Terrängen runt Qāpāq är kuperad åt nordost, men åt sydväst är den bergig. Qāpāq ligger nere i en dal.Runt Qāpāq är det ganska glesbefolkat, med 30 invånare per kvadratkilometer. Närmaste större samhälle är Kachlānlū, 9,3 km norr om Qāpāq. Omgivningarna runt Qāpāq är i huvudsak ett öppet busklandskap.